# Río Bighorn

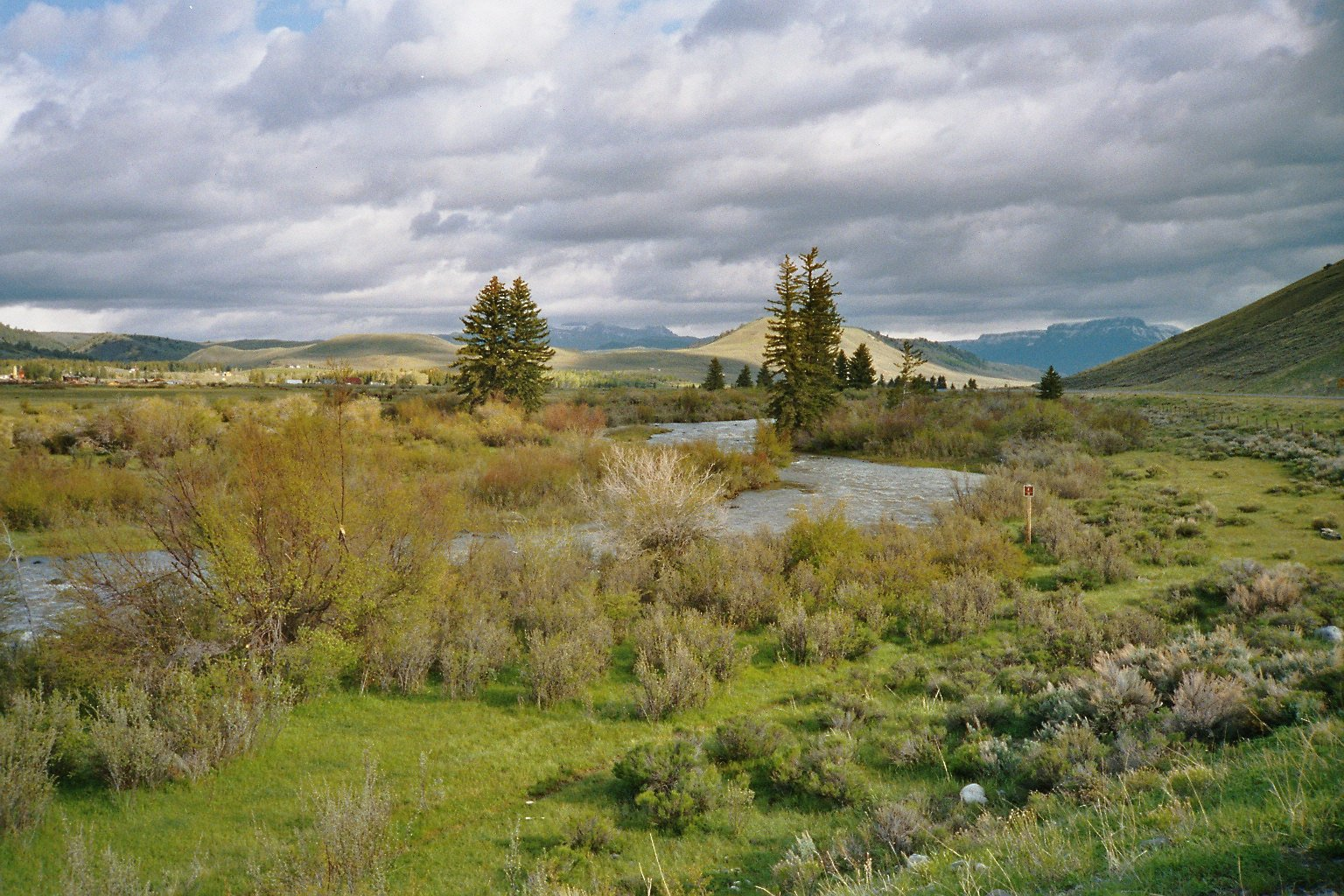
El río Wind, en su curso alto, en el condado de Fremont (Wyoming).

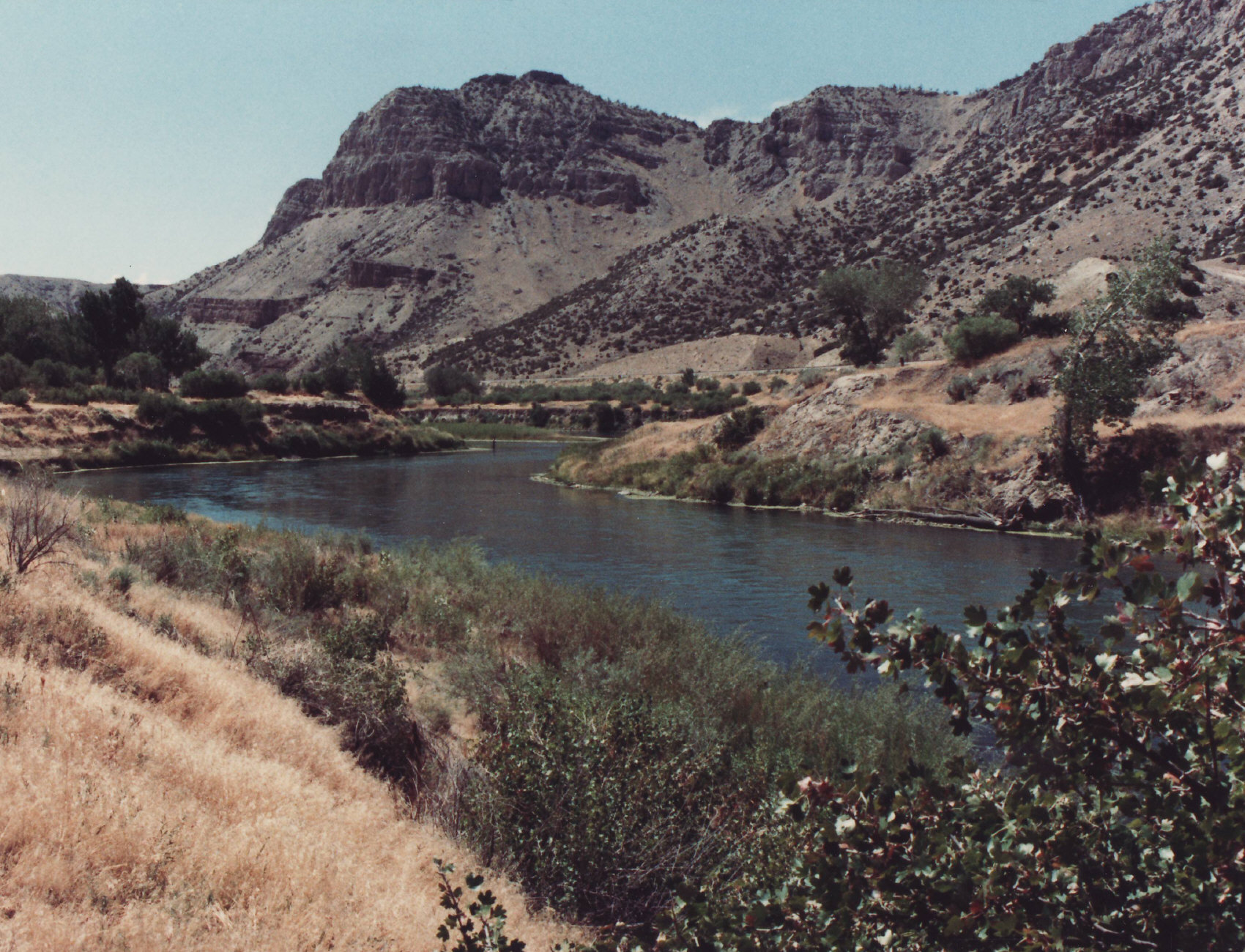
Embalse Boysen del río Wind.

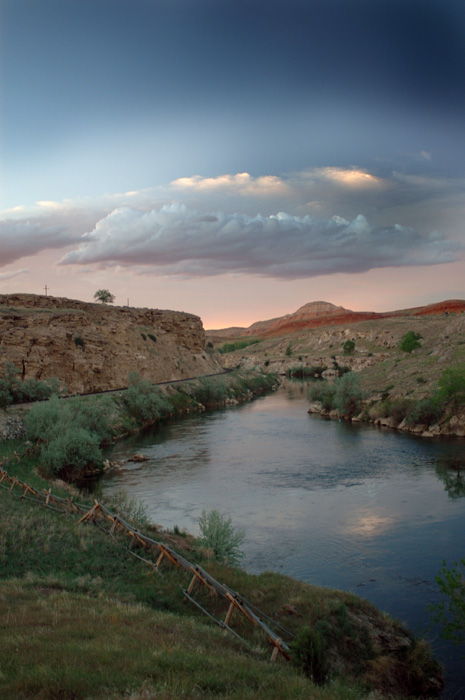
El río Bighorn a su paso por Thermopolis.

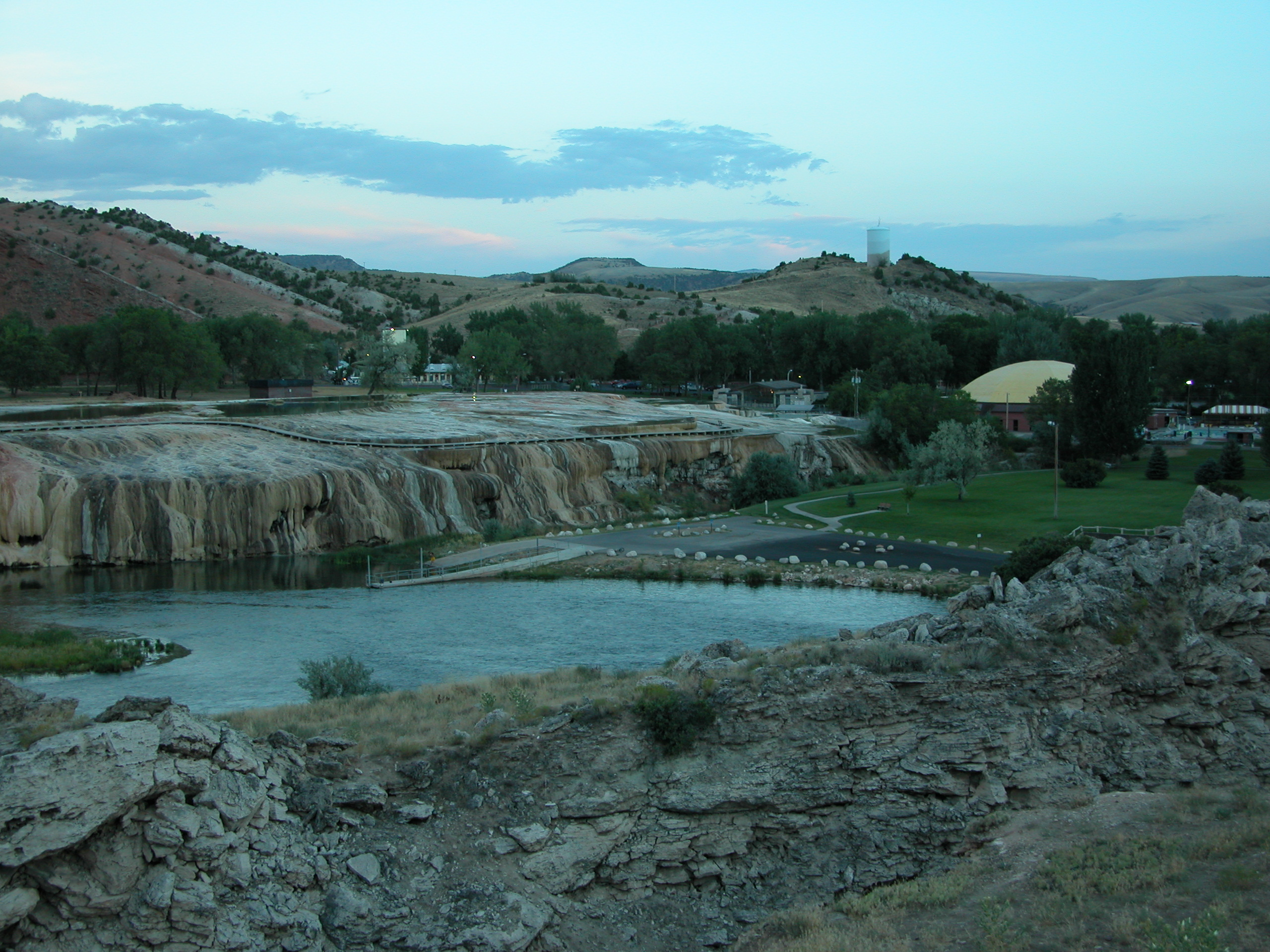
El río Bighorn, en el Hot Springs State Park.

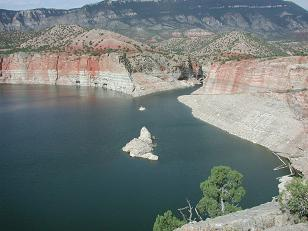
El embalse Bighorn, en Barry's Landing.

El río Bighorn (Bighorn River) o en español: río Gran Cuerno es un largo río del Oeste de los Estados Unidos, el principal afluente del río Yellowstone que discurre por la parte central de la vertiente oriental de las Montañas Rocosas. Considerado conjuntamente con su fuente, el río Wind, el sistema Wind/Bighorn tiene una longitud de 742 km, que lo sitúan entre los 50 ríos más largos de los Estados Unidos.
Administrativamente, el río discurre por los estados de Wyoming y Montana.

## Geografía
El sistema Wind/Bighorn drena una cuenca que puede dividirse en tres subcuencas: la cuenca del Wind, en Wyoming; la del Big Horn, en Wyoming y Montana; y la del Bajo Big Horn, en Montana.

### Curso alto en Wyoming
El río Wind (río Vuelta), el nombre que tiene el río Bighorn en su curso alto, nace en el extremo centroccidental del estado de Wyoming, en la cordillera Wind River (Wind River Range), una de las estribaciones orientales de las montañas Rocosas. El río nace en una de las laderas de la montaña Two Oceans/Dos Océanos (el nombre refleja que las aguas de la otra vertiente, a través de innumerables arroyos que desaguan en el río Verde, vía río Colorado, llegan al océano Pacífico). El río Wind discurre en su tramo inicial en dirección Sureste, por el lado norte de la cordillera Wind River, pasando por Dubois y luego internándose en la Reserva India del Wind River (Wind River Indian Reservation, con 8.995 km²). Atraviesa luego el parque Diversion Dam (Embalse Diversión) y llega a Riverton (9.310 hab. en 2000), la más importante ciudad de su curso. Aquí recibe, por la izquierda y provenientes del Sur, a los ríos Popo Agie y Little Wind y emprende un giro hacia el Norte. Sigue a continuación el primero de los tramos en que está embalsado, el embalse de Boysen, que está en el Parque Estatal Boysen (Boysen State Park) . Sigue el río hacia el Norte, atravesando una gran garganta en las montañas Owl Creek, el cañón Wind (Wind River Canyon) a los pies del pico Boysen. Pasado el cañón, abandona la Reserva India y llega a Wedding of the Waters («Bodas de las Aguas»), donde se convierte oficialmente en el río Bighorn, muy cerca de la ciudad de Thermopolis (3.172 hab.).
El río Bighorn sigue su discurrir al Norte, atravesando la cuenca Bighorn (Bighorn Basin), una meseta de unos 120 km de ancho rodeada por dos estribaciones de las montañas Rocosas: al oeste, las montañas Bighorn (Big Horn Mountains), una cadena de unos 320 km de longitud y con el pico Cloud (4.013 m) como su mayor elevación; y, al este, la cordillera Absaroka (Absaroka Range), de unos 240 km de longitud y con el pico Francs como mayor elevación (4.009 m)
El río pasa por las pequeñas localidades de Thermopolis (donde está el pequeño parque estatal Hot Springs, Hot Spring State Park), Lucerne (525 hab.), Kirby (57 hab.), Worland (5.250 hab.), Manderson (104 hab.) —donde recibe por la derecha al río Nowood—, Basin (1.239 hab.) y Greybull (1.815 hab.), poco después de haber recibido por la izquierda al homónimo río Greybull (145 km). En el mismo Greybull recibe por la derecha las aguas del arroyo Shell (80 km) y el río bordea las montañas Little Sheep, hasta encontrar un paso por una profunda garganta y llegar a la cola del embalse Bighorn. A partir de aquí, el río entra en el Área de Recreo Nacional del Cañón Bighorn (Bighorn Canyon National Recreation Area), una zona protegida que comprende los 114 km de la garganta y sus márgenes. En el embalse recibe por la izquierda las aguas del río Shoshone (160 km) y a mitad del embalse, el río abandona Woyming y se adentra en el estado de Montana por su lado meridional.

### Curso en Montana
En Montana el río (tramo embalsado) discurre por la gran Reserva India Crow. Vira hacia el Noroeste y recibe al poco, por la derecha, las aguas del arroyo Porcupine. Sigue en el cañón Bighorn, un tramo que finaliza al llegar a la presa de Yellowtail. La presa, finalizada en 1965, tiene una altura de 160 m, que la sitúan entre las 20 más altas de los EE. UU.). Casi en la misma presa llega a Fort Smith, y sigue al noroeste, llegando a continuación a Hardin (3.384 hab.), donde, tras recibir por la derecha al río Little Bighorn, abandona la Reserva India Crow. Gira hacia al Norte, en un tramo de unos 80 km, hasta llegar a la pequeña localidad de Bighorn, donde desemboca, por la margen derecha, desde el Sur, en el río Yellowstone, aguas abajo de Custer (145 hab.).

## Historia
El río Bighorn era el principal río que debía de atravesar uno las rutas históricas al oeste, la Ruta Bozeman. Justo en el lugar donde se construyó la presa Yellowtail, al final del cañón del Bighorn, se encuentran las ruinas de Fort C. F. Smith, uno de los fuertes que fueron construidos en 1866 para proteger esta ruta y que al poco fue abandonado para dar cumplimiento al tratado de Fort Laramie (1868).